# Priaranza del Bierzo
Priaranza del Bierzo là một đô thị trong tỉnh León, Castile và León, Tây Ban Nha. Theo điều tra dân số 2006 (INE), đô thị này có dân số là 918 người.